# Championnat du Kazakhstan d'échecs
Le championnat du Kazakhstan d'échecs est une compétition qui permet de désigner le meilleur joueur d'échecs du Kazakhstan. Il est actuellement organisé par la fédération des échecs du Kazakhstan.

## Historique
Les échecs faisaient partie des sports en lice lors de la deuxième Spartakiade du Kazakhstan qui s'est tenue à Alma-Ata en 1933. Gubaydula Mendeshev l'a emporté. Les premiers championnats officiels kazakhs pour hommes, femmes et juniors ont eu lieu à Alma-Ata en 1934. Anatoli Oufimtsev détient le record du plus grand nombre de titres remportés avec onze titres.

## Liste des vainqueurs du championnat national mixte
Voici la liste des vainqueurs du championnat mixte,,,.
| Année     | Vainqueur                           | Notes |
| --------- | ----------------------------------- | --- |
| 1934      | Isidor Lopatnikov                   | |
| 1935      | Sergey Freiman                      | |
| 1937      | Aleksey Shapovalov                  | |
| 1938      | Shamshidov Murzagaliev              | |
| 1939      | Shamshidov Murzagaliev              | Murzagaliev bat Konstantin Kokhanov au départage après un tournoi toutes rondes. |
| 1940      | Shamshidov Murzagaliev              | |
| 1947      | Anatoli Oufimtsev                   | |
| 1948      | Anatoli Oufimtsev                   | |
| 1949      | Anatoli Oufimtsev                   | |
| 1950      | Anatoli Oufimtsev                   | Vitaly Tarasov et Ratmir Kholmov sont invités en tant que non Kazakhs. Tarassov remporte le tournoi général. Anatoli Ufimtsev fini à égalité avec Kholmov, à la 2e place et il est donc titré champion national.                     |
| 1951      | Anatoli Oufimtsev                   | |
| 1952      | Anatoli Oufimtsev                   | |
| 1953      | Anatoli Oufimtsev                   | |
| 1954      | Anatoli Oufimtsev, K. Kourkleitis   | Oufimtsev et Kourkleitis déclarés co-champions. |
| 1955      | Anatoli Oufimtsev                   | |
| 1956      | Youry Nikolaevich Yakovlev          | Yakovlev bat Anatoli Oufimtsevau départage après un tournoi toutes rondes. |
| 1957      | Anatoli Oufimtsev                   | Evgueni Vassioukov participe au tournoi en tant qu'étranger invité et remporte le tournoi. Oufimtsev est à égalité avec V. Marantsman pour la 2e place. Il l'emporte dan un match de départage.                                      |
| 1958      | Boris Katalimov, Isay Goliak        | Katalimov et Goliak déclarés co-champions. |
| 1959      | Vladimir Muratov                    | |
| 1960      | Boris Katalimov                     | |
| 1961      | Boris Katalimov                     | |
| 1962      | Gennady Movshovich                  | |
| 1963      | Valentin Konstantinov               | |
| 1964      | Alexander Noskov                    | Égalité et départage à 3 après le tournoi toutes rondes. Noskov remporte le départage contre Iouri Nikitine et Nikolaï Goussev. |
| 1965      | Valentin Konstantinov               | |
| 1966      | Vladimir Seredenko                  | Vladimir Antochine participe au tournoi en tant qu'étranger invité et remporte le tournoi. Seredenko, arrivé deuxième du tournoi, remporte le titre national.                                                                        |
| 1967      | Alexander Noskov                    | |
| 1968      | Yuri Nikitin                        | |
| 1969      | Yuri Nikitin                        | |
| 1970      | Anatoli Oufimtsev                   | |
| 1971      | Vladimir Muratov                    | |
| 1972      | Mikhail Moukhine                    | |
| 1973      | Vladimir Liavdanski                 | Liavdanski était originaire de Léningrad, non Kazakh, mais il est néanmoins reconnu champion de Kazakhstan d'échecs. Eduard Bukhman, également de Léningrad, se classe deuxième. Le meilleur Kazakh, Oleg Dzuban, termine troisième. |
| 1974      | Boris Katalimov                     | |
| 1975      | ?                                   | |
| 1976      | Boris Katalimov                     | |
| 1977      | Boris Katalimov, Vladimir Seredenko | Katalimov and Seredenko déclarés co-champions. |
| 1978      | Oleg Dzuban                         | |
| 1980      | Boris Katalimov                     | |
| 1981      | Oleg Dzuban                         | |
| 1982      | Oleg Dzouban, Bolat Asanov          | Dzouban and Asanov déclarés co-champions. |
| 1983      | Oleg Dzuban                         | |
| 1984      | Nukhim Rashkovsky                   | |
| 1985      | Serikbay Temirbayev                 | |
| 1986      | Serikbay Temirbayev                 | |
| 1987      | Yevgeniy Vladimirov                 | |
| 1988      | Yevgeniy Vladimirov                 | |
| 1989      | Vladimir Seredenko                  | |
| 1990      | Oleg Dzuban                         | |
| 1991      | Vladislav Tkachiev                  | |
| 1992      | Vladislav Tkachiev                  | |
| 1993–1997 | ?                                   | |
| 1998      | Petr Kostenko                       | |
| 2000      | Petr Kostenko                       | |
| 2001      | Darmen Sadvakasov                   | |
| 2002      | Petr Kostenko                       | Kostenko bat Pavel Kotsour dans un match de départage après leur égalité à la première place lors du tournoi. |
| 2003      | Darmen Sadvakasov                   | |
| 2004      | Darmen Sadvakasov                   | |
| 2005      | Ospan Omarov                        | |
| 2006      | Darmen Sadvakasov                   | |
| 2007      | Darmen Sadvakasov                   | |
| 2008      | Anuar Ismagambetov                  | |
| 2009      | Yevgeniy Pak                        | |
| 2010      | Kirill Kuderinov                    | |
| 2011      | Pavel Kotsur                        | Kotsour finit devant Rinat Jumabaev au départage. |
| 2012      | Anuar Ismagambetov                  | |
| 2013      | Kirill Kuderinov                    | |
| 2014      | Rinat Jumabayev                     | |
| 2015      | Murtas Kazhgaleyev                  | |
| 2016      | Petr Kostenko                       | Kostenko termine devant Rinat Jumabayev et Murtas Kazhgaleyev au départage. |
| 2017      | Rinat Jumabayev                     | |
| 2018      | Murtas Kazhgaleyev                  | Kazhgaleyev termine devant Denis Makhnev au départage. |
| 2019      | Nurlan Ibrayev                      | |
| 2020      | Murtas Kazhgaleyev                  | |
| 2021      | Denis Makhnev                       | |
| 2022      | Ramazan Zhalmakhanov                | |
| 2023      | Aldiyar Ansat                       | |
| 2024      | Denis Makhnev                       | Au départage devant Zhandos Agmanov et Abilmansur Abdilkhair |
| 2025      | Kazybek Nogerbek                    | Au départage (blitz Armageddon) contre Denis Makhnev |

## Liste des vainqueuses du championnat national féminin
| Année | Championne           |
| ----- | -------------------- |
| 2014  | Guliskhan Nakhbayeva |
| 2015  |                      |
| 2016  | Zhansaya Abdumalik   |
| 2017  | Guliskhan Nakhbayeva |
| 2020  | Zhansaya Abdumalik   |
| 2021  |                      |
| 2022  | Meruert Kamalidenova |
| 2023  | Xeniya Balabayeva    |
| 2024  | Amina Kairbekova     |
| 2025  | Elnaz Kaliakhmet     |